# Fish Creek Provincial Park

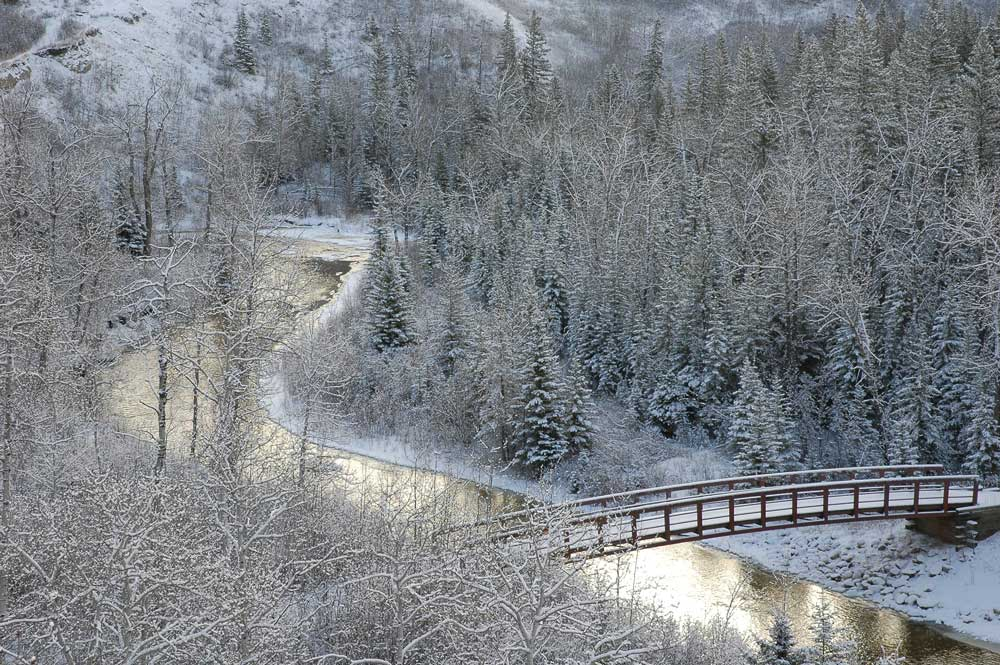
Fish Creek Park in de winter

Fish Creek Provincial Park is een provinciaal park van de Canadese provincie Alberta gelegen in het zuidelijke deel van de stad Calgary.
Fish Creek Provincial Park is met 13.48 km2 en een totale lengte van ongeveer 19 km een van de grootste parken in Noord-Amerika dat geheel gelegen is binnen een stedelijk gebied. Door het park stromen zowel de rivier de Bow als de gelijkgenaamde Fish Creek. Hierdoor kent het een relatief grote verscheidenheid aan flora en fauna in het semi-aride Calgary. Er bevindt zich zo'n 80 km aan wandelpaden in het park en het is van belang als recreatiegebied voor de stad en omgeving.